# He Jin
He Jin (135– 22 septembre 189) fut membre du clan richissime des He.

## Biographie
Il entre rapidement à la Cour Impériale. Lorsque l'Empereur recherche une femme, il propose immédiatement sa sœur et le convainc de la choisir. Il entre ainsi dans les plus hautes sphères du pouvoir et, sa sœur étant devenue Impératrice, il s'autoproclame général en chef.
Il complote ensuite pour s'emparer du pouvoir et se débarrasser des Dix Eunuques, mais ceux-ci découvrent ses plans et le font assassiner par Qu'Mu, lors d'une embuscade.